# Viaggio a...
Viaggio a ... è un programma televisivo, in onda su Rete 4 in prima serata dal 2010, che si occupa di luoghi di fede, testimonianze di conversione ed eventi miracolosi.
La prima puntata è stata dedicata a Natuzza Evolo, successivamente sono andate in onda varie puntate che hanno approfondito varie tematiche religiose tra le quali le presunte apparizioni della Madonna di Međugorje.
Differentemente dalle altre edizioni, l'edizione 2012 ha visto la presenza di un vero e proprio conduttore del programma, Paolo Brosio, al quale è stato affidato il programma che è andato in onda in prima serata il mercoledì.
Dal 2013 va in onda uno spin-off settimanale, in onda la domenica mattina prima della trasmissione della Santa Messa, e chiamato Le storie di viaggio a....

## Prima Edizione 2010
| Puntata | Data             | Telespettatori | Share  | Titolo                               |
| ------- | ---------------- | -------------- | ------ | ------------------------------------ |
| 1       | 25 novembre 2010 | 2.003.000      | 07,66% | Viaggio nel mistero di Natuzza Evolo |
| 2       | 30 novembre 2010 | 1.583.000      | 06,25% | Viaggio nei miracoli di Guarigione   |
| 3       | 9 dicembre 2010  | 1.433.000      | 06,13% | Viaggio nel Sangue della Fede        |
| 4       | 30 dicembre 2010 | 1.447.000      | 06,40% | Viaggio in Vaticano                  |

## Seconda Edizione 2011
| Puntata | Data           | Telespettatori | Share  | Titolo               |
| ------- | -------------- | -------------- | ------ | -------------------- |
| 1       | 30 maggio 2011 | 2.869.000      | 12,10% | Viaggio a Medjugorie |

## Terza Edizione 2012
| Puntata | Data             | Telespettatori | Share | Titolo       |
| ------- | ---------------- | -------------- | ----- | ------------ |
| 1       | 22 febbraio 2012 | 2.108.000      | 8,35% | Viaggio a... |
| 2       | 29 febbraio 2012 | 1.554.000      | 6,95% | Viaggio a... |
| 3       | 14 marzo 2012    | 1.678.000      | 7,49% | Viaggio a... |
| 4       | 21 marzo 2012    | 1.425.000      | 6,82% | Viaggio a... |
| 5       | 27 marzo 2012    | 1.468.000      | 6.86% | Viaggio a... |

## Quarta Edizione 2013
| Puntata | Data            | Telespettatori | Share | Titolo                |
| ------- | --------------- | -------------- | ----- | --------------------- |
| 1       | 5 febbraio 2013 | 1.531.000      | 5,14% | Speciale Viaggio a... |